# Appelhaven
De Appelhaven is een straat in de binnenstad van de Noord-Hollandse stad Hoorn. De straat loopt van het kruispunt met de Vismarkt naar de Gedempte Appelhaven, Korenmarkt en Wijdebrugsteeg. De straat ligt achter de Grote Oost en loopt vrijwel evenwijdig aan deze straat. Aan de Appelhaven ligt de gelijknamige voormalige haven. De Appelhaven loopt als haven rondom het kunstmatige eiland Venidse.

## Geschiedenis
Aan wat nu de Appelhaven heet werden in de 14e eeuw al woningen gebouwd. Tussen de Westfriese Omringdijk (Grote Oost) en de Zuiderzee werd de grond opgehoogd. Door de ophogingen werd het gebied bewoonbaar. De Appelhaven, als zodanig, ontstond rond 1420.

## Verloop
De straat loopt langs de gelijknamige gracht en daarmee vrijwel evenwijdig aan het Grote Oost. De straat loopt van de splitsing Vismarkt met Grote Havensteeg naar de kruising met de Wijdebrugsteeg, Gedempte Appelhaven en Korenmarkt. De Gedempte Appelhaven ligt in het verlengde van de Appelhaven en loopt helemaal door tot aan de Karperkuil. Tot de demping van dit deel in 1888 liep de Appelhaven hier dus door.

## Monumenten
Aan de straat bevinden zich drie rijksmonumenten en drie gemeentelijke monumenten. Een deel van de panden die niet beschermd zijn als rijks- of gemeentelijk monument kennen wel bescherming als zijnde een beeldbepalend pand, waardoor de gevel en een deel van de kap beschermd zijn. Ook de gracht zelf is aangewezen als beeldbepalend element. De volgende objecten zijn aangewezen als monument:

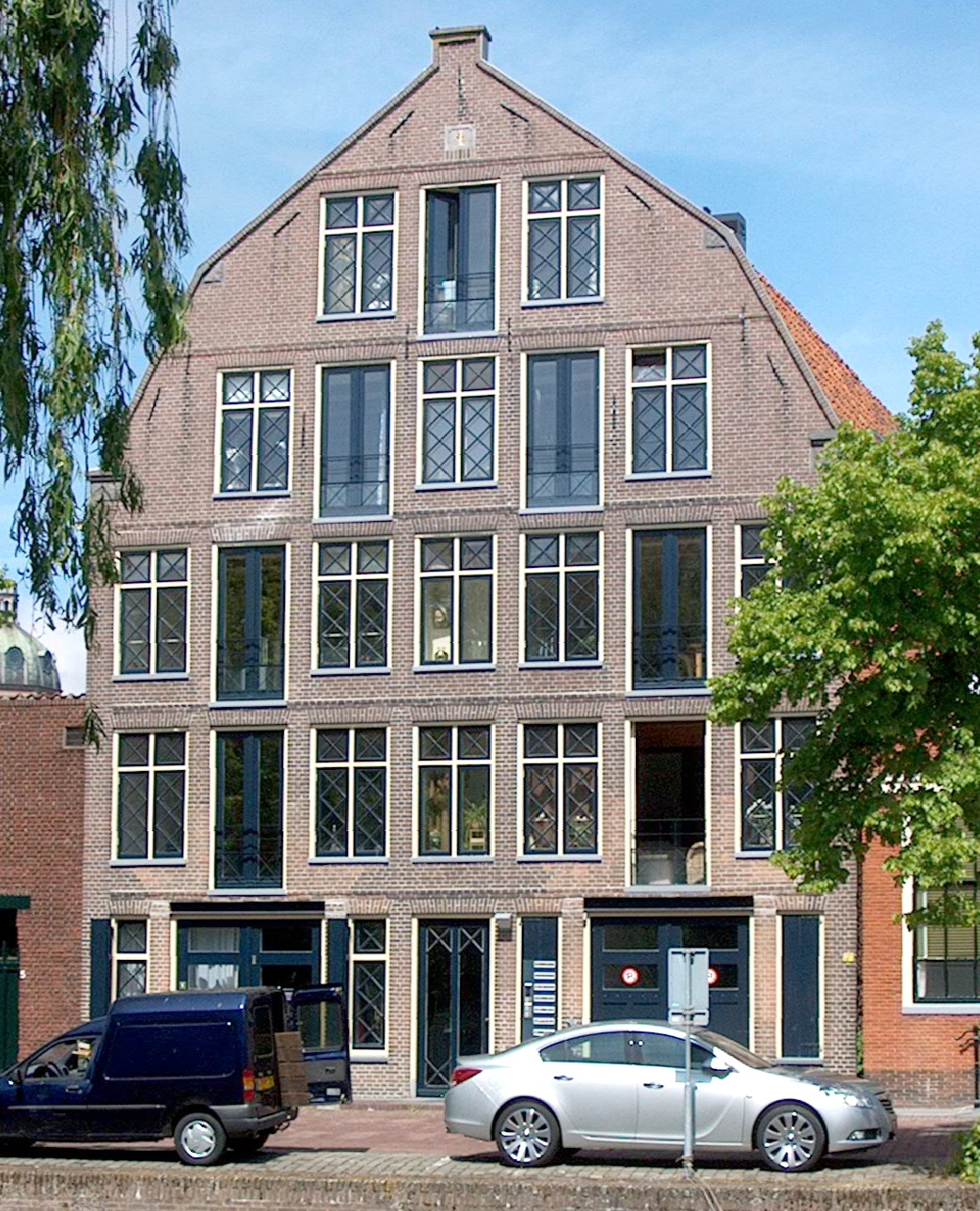
Appelhaven 6, rijksmonument
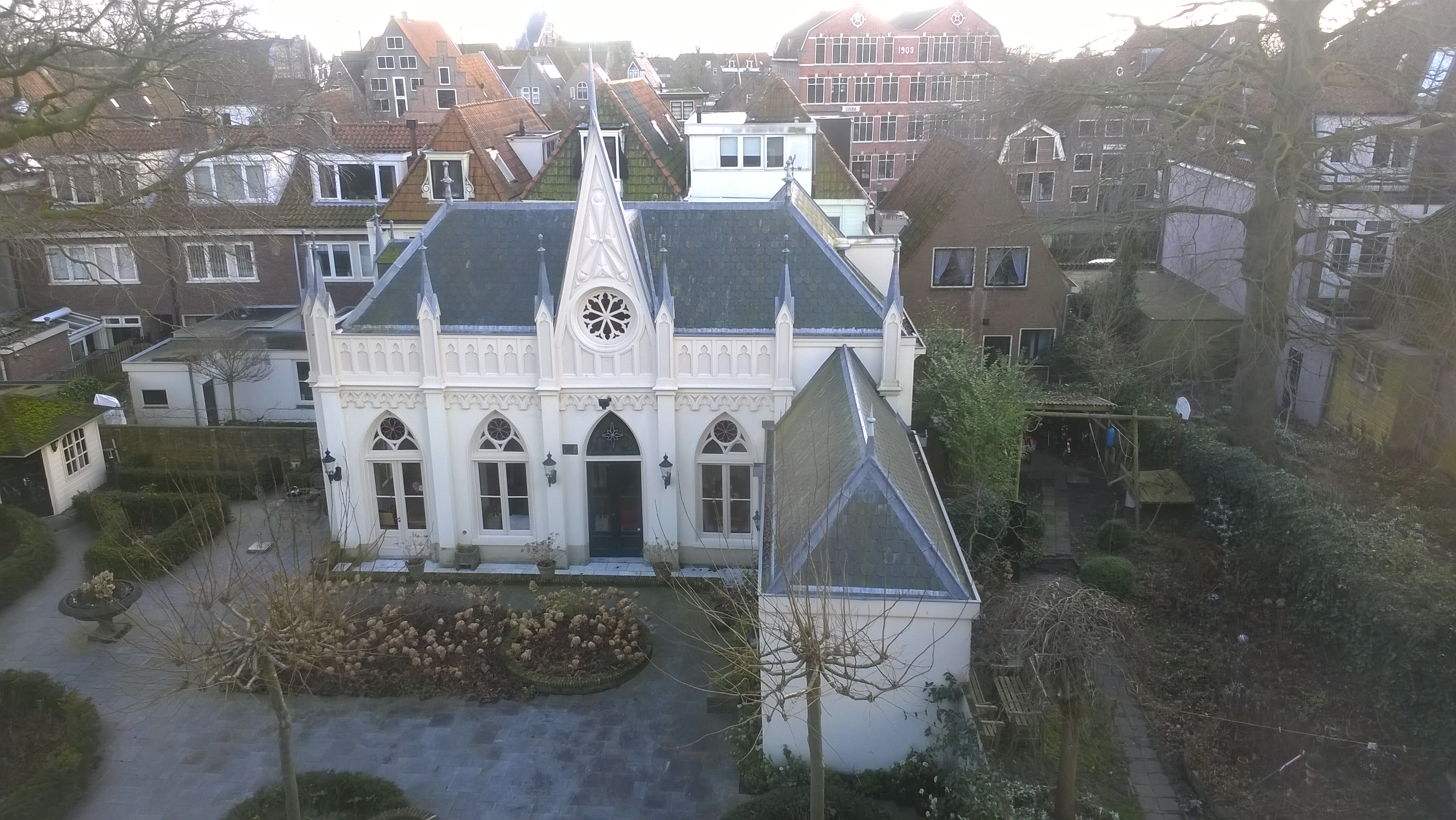
De neogotische kapel achter Villa Alewijn heeft als adres Appelhaven 13A, het pand is een rijksmonument
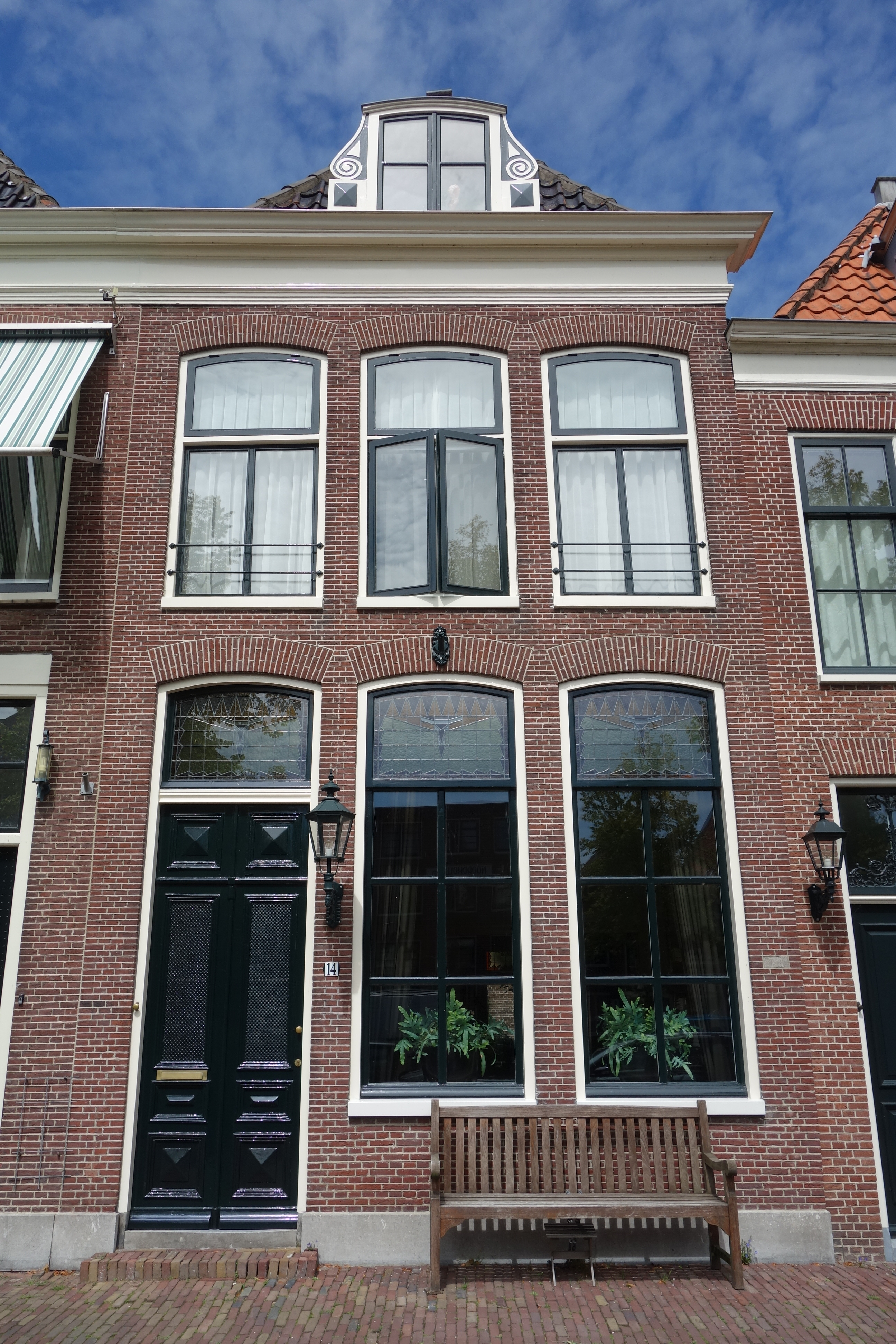
Appelhaven 14, gemeentelijk monument
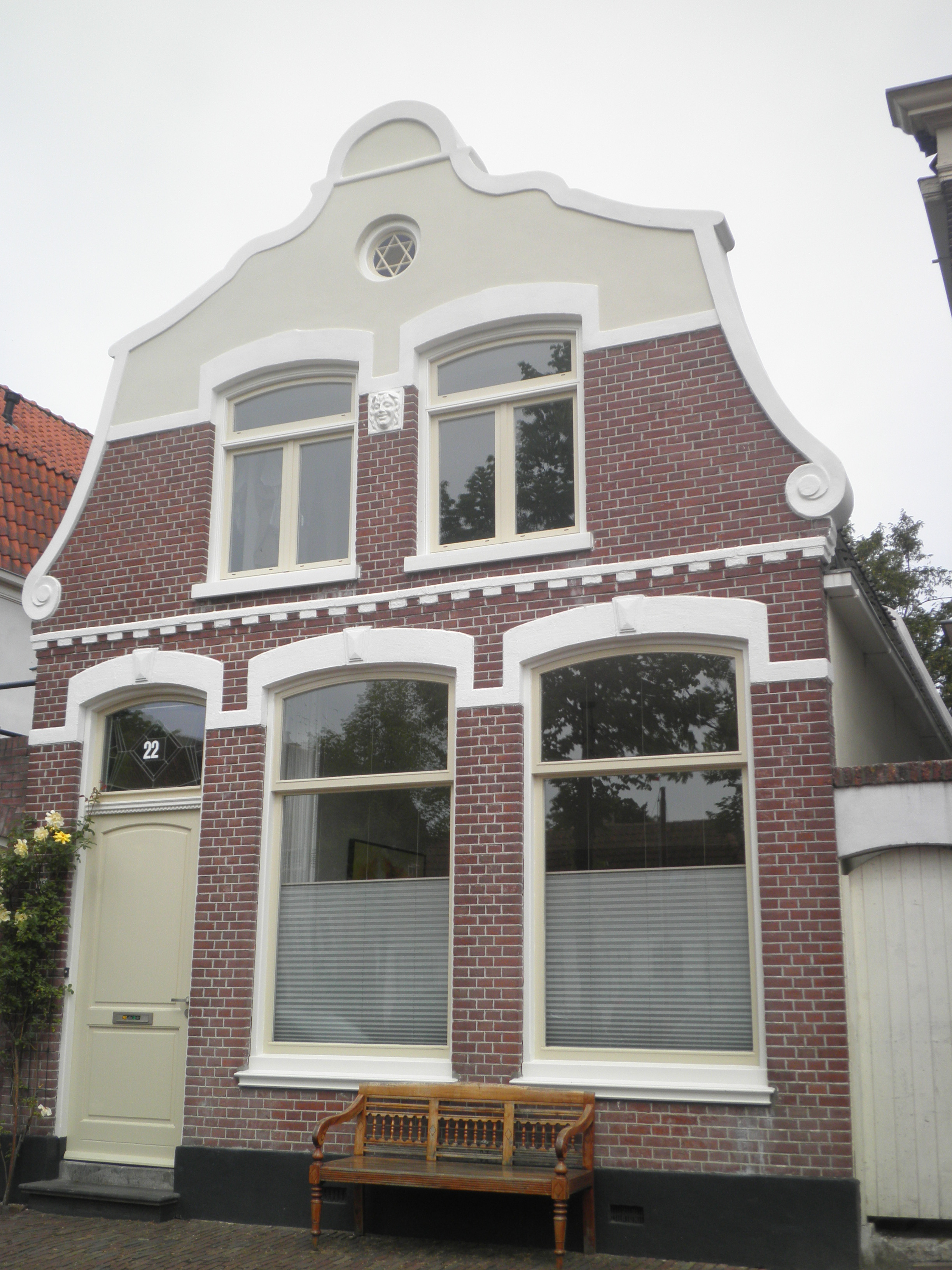
Appelhaven 22, gemeentelijk monument
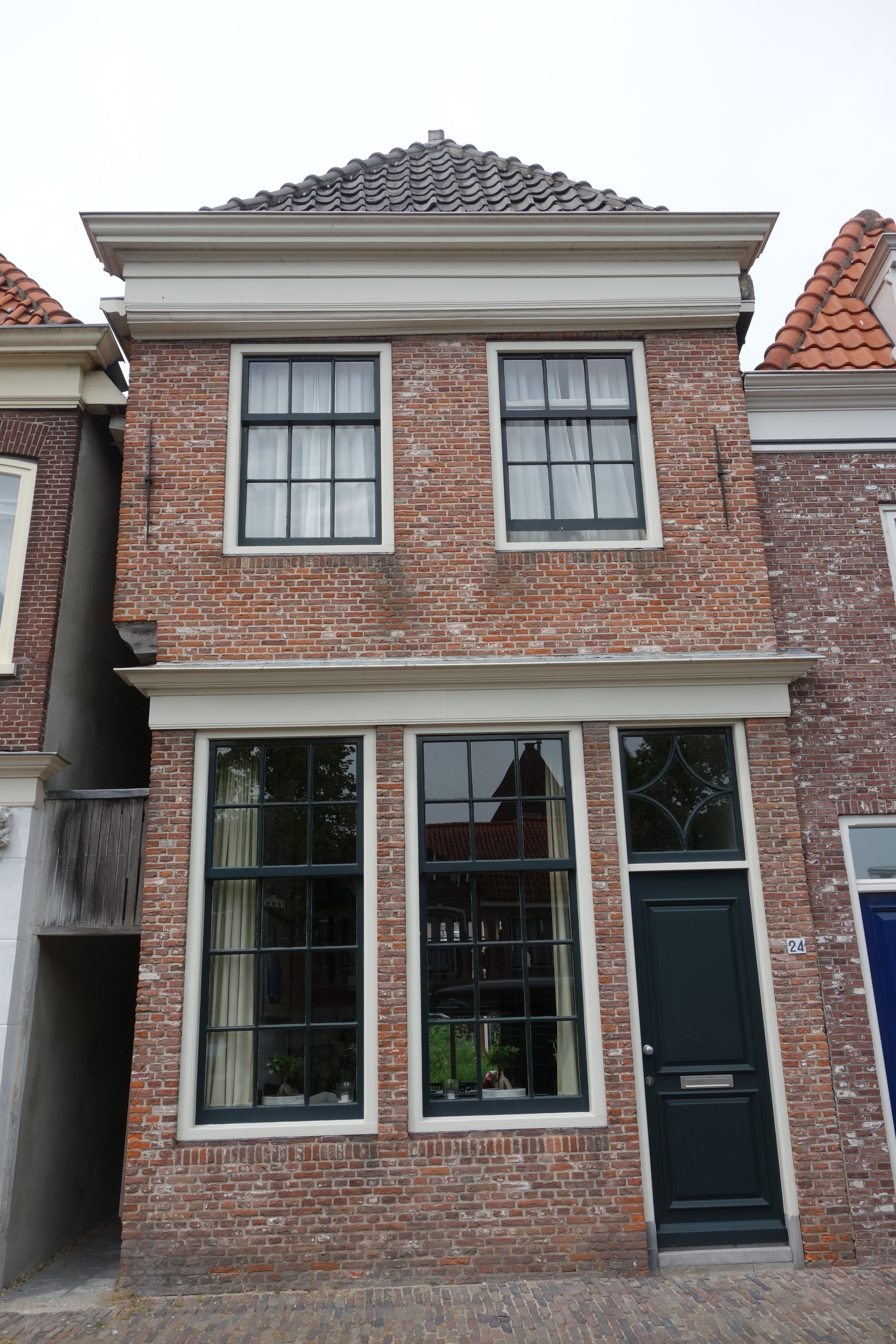
Appelhaven 24, gemeentelijk monument
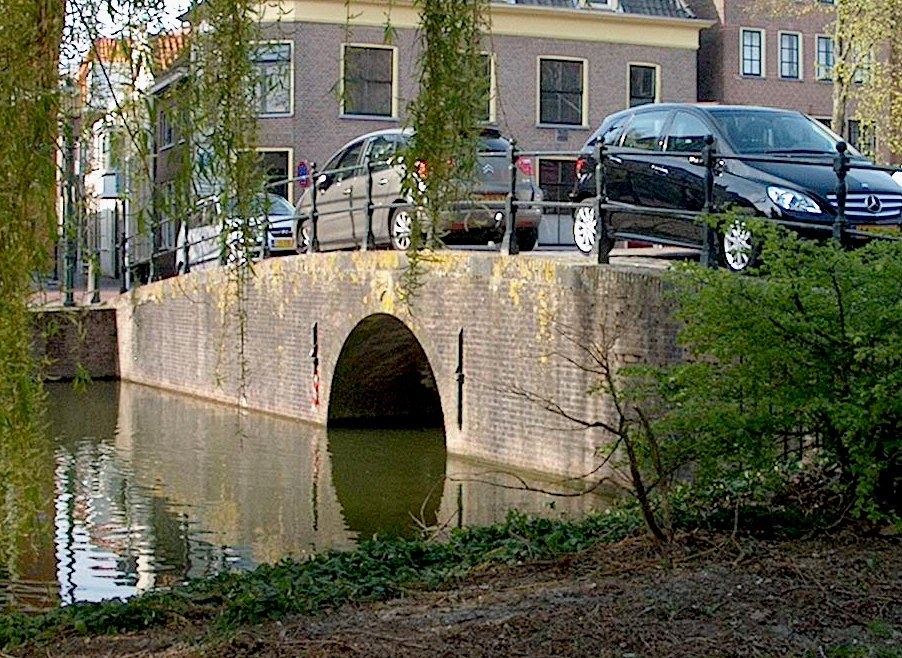
Appelbrug, rijksmonument

Straten: ABC
· Achter de Vest
· Achter op 't Zand
· Achterom
· Achterstraat
· Appelhaven
· Baanstraat
· Bierkade
· Binnenluiendijk
· Breed
· Breestraat
· Buurtje
· Dal
· Draafsingel
· Dubbele Buurt
· G.J. Henninkstraat
· Gasfabriekstraat
· Gedempte Appelhaven
· Gedempte Turfhaven
· Gerritsland
· Gouw
· Grashaven
· Gravenstraat
· Grote Noord
· Grote Oost
· Hoge Vest
· Jeudje
· Italiaanse Zeedijk
· Keern (gedeeltelijk)
· Kerkstraat
· Kleine Noord
· Kleine Oost
· Koepoortsweg (gedeeltelijk)
· Korenmarkt
· Korte Achterstraat
· Kruisstraat
· Kuil
· Lange Kerkstraat
· Lindestraat
· Munnickenveld
· Muntstraat
· Nieuwe Noord
· Nieuwendam
· Nieuwland
· Nieuwstraat
· Noorderstraat
· Onder de Boompjes
· Oude Doelenkade
· Pakhuisstraat
· Peperstraat
· Ramen
· Scharloo
· Schuijteskade
· Slapershaven
· Spoorstraat
· Trommelstraat
· Turfhaven
· Veemarkt
· Veermanskade
· Venidse
· Vijzelstraat
· Vismarkt
· Visserseiland
· Vollerswaal
· West
· Westerdijk
· Wisselstraat
· Zon

Pleinen: De Driestal
· Kazerneplein
· Kerkplein
· Koepoortsplein
· Noorderveemarkt
· Roode Steen
· Vale Hen

Stegen: 't Glop
· Appelsteeg
· Arminiaanse Glop
· Bagijnensteeg
· Bottelsteeg
· Bottersteeg
· Broeksteeg
· Brouwerijsteeg
· Clara's Klooster
· De Zak
· Duinsteeg
· Foreestensteeg
· Geldersesteeg
· Gortsteeg
· Hanekamsteeg
· Hemelsteeg
· Hoogesteeg
· Jan Haringsteeg
· Jan van Necksteeg
· Jeroenensteeg
· Kleine Havensteeg
· Kloppoort
· Knipboogsteeg
· Mallegomsteeg
· Melknapsteeg
· Molsteeg
· Mosterdsteeg
· Nieuwsteeg
· Oosterkerksteeg
· Paardensteeg
· Paradijssteeg
· Pieterseliesteeg
· Pompsteeg
· Proostensteeg
· Schellinkhoutersteeg
· Schoolsteeg
· Schotland
· Sliep Schaar en Messteeg
· Slijksteeg
· Smelterssteeg
· Tempelsteeg
· Turfsteeg
· Watertje
· Wester St. Jansteeg
· Wijdebrugsteeg
· Wijdesteeg
· Zevenhoeksesteeg
· Zoutkeetsteeg